# Lithobius erratus
Lithobius erratus är en mångfotingart som först beskrevs av Carl Graf Attems 1938.  Lithobius erratus ingår i släktet Lithobius och familjen stenkrypare.

## Underarter
Arten delas in i följande underarter:
- L. e. dawydoffi
- L. e. erratus